# Hellboy: Dogs of the Night
Hellboy: Dogs of the Night, ou Hellboy: Asylum Seeker dans sa version pour console, est un jeu vidéo d'action-aventure développé et édité par Cryo Interactive, sorti en 2000 sur ordinateurs PC et sur la console PlayStation. Le jeu reprend et adapte l'univers et les personnages du comic Hellboy, de Mike Mignola, publié aux États-Unis par Dark Horse Comics à partir de 1993.

## Synopsis
Le jeu se déroule à Prague dans les années 1960. Le joueur incarne Hellboy, un démon aux cornes coupées. Hellboy travaille alors pour le Bureau de recherche et de défense sur le paranormal. Accompagnée de l'agent Sarah, Hellboy enquête sur la disparition de l'agent Pete, qui a disparu en Tchécoslovaquie.

## Principe du jeu
Hellboy: Dogs of the Night est un jeu d'action à la troisième personne qui comprend des éléments de jeu d'aventure. Le joueur dirige Hellboy dans un environnement modélisé en images de synthèse et en 3D temps réel. Le jeu combine des séquences d'exploration de l'environnement et de résolution d'énigmes avec des phases de combat.

## Développement
Le jeu est développé par la branche nord-américaine de Cryo Interactive, Cryo Studios North America.

## Histoire éditoriale
Le jeu sort sur PC et sur PlayStation en 2000. La version PlayStation du jeu est éditée sous le titre Hellboy: Asylum Seeker.

## Réception
Le jeu reçoit des critiques variées à sa sortie, allant du bon au très mauvais. Le site agrégateur de critiques MobyGames donne à la version PC du jeu une note moyenne de 46 sur 100 fondée sur onze critiques, dont cinq lui donnent des notes égales ou supérieures à 60 sur 100, quatre des notes comprises entre 30 et 50 sur 100, et deux des notes inférieures à 20 sur 100. La version PlayStation reçoit la note de 6 sur 10 sur le site MeriStation.